# 日莱峰
5°47′15″N 100°26′02″E / 5.7875°N 100.4338889°E
日莱峰（Gunung Jerai）,位于马来西亚吉打州，是马来半岛北部最高的山，也是马来西亚著名避暑勝地，距离首府亚罗士打南部约47公里处。白天气候温度平均摄氏27度至摄氏34度，最低温度可达到摄氏16度。山顶上设有度假村供旅客住宿，交通工具则有客货车服务。